# Sistema de recuperació d'informació
Els Sistemes de Recuperació d'Informació (SRI) són els programes informàtics que permeten automatitzar totes les accions que s'integren en el procés de la recuperació d'informació per satisfer la necessitat d'informació de l'usuari.
Els SRI funcionen com a gestors que processen la informació per proveir respostes eficients i en temps real. El principal objectiu del sistema de recuperació d'informació ha de ser obtenir els documents més rellevants possibles amb relació a una consulta particular. Els sistemes de recuperació d'informació són, per tant, les eines que utilitza l'usuari per cercar informació partint d'una necessitat d'informació. Entenem com a cerca d'informació com el procés en el qual els usuaris intenten canviar el seu estat de coneixement de forma intencionada.
Aquests instruments es basen en programari i maquinari, així com en l'aplicació d'estàndards. No parlarem del maquinari ni del programari específic, sinó de forma genèrica dels avantatges que ens ofereixen les TIC per optimitzar la gestió, i per tant, la recuperació de la informació. La recuperació d'informació en línia és avui en dia una eina imprescindible en la societat de la informació en què vivim.

## Components dels SRI
Els Components dels Sistemes de recuperació d'informació són tres :
- En primer lloc es troba la base de dades documental, és a dir, el conjunt de dades representades en forma de text, gràfiques, vídeos animats, fotogràfiques, il·lustracions, àudio, etc.
- El segon component és el subsistema de consultes compost per la interfície que permet a l'usuari formular les seves consultes utilitzant un analitzador sintàctic. La interfície mostrarà a l'usuari el resultat de la seva recerca, un cop processada la seva consulta,
- Tercer component anomenat Subsistema d'Avaluació que calcula el grau RSV (Retrieval Status Value), on les representacions dels documents satisfan les exigències de la consulta, recuperant els documents més rellevants.

Actualment a causa del gran volum d'informació que podem trobar tant a nivell físic com al web l'ús d'eines com els SRI es fa molt més necessari. Si bé és cert que un SRI òptim seria aquell que facilités a l'usuari un nombre més gran de documents en el menor temps possible, cal tenir en compte, però, potser més que el temps de resposta és més important que els resultats de lliurament d'informació siguin evidentment útils per satisfer les necessitats d'informació de l'usuari.

## Tipus de SRI
Es poden distingir tres sistemes bàsics de recuperació de la informació:

### Catàlegs de biblioteca
És l'inventari o relació dels fons de la biblioteca, i conté la descripció de cadascun dels documents, convertint-se en un instrument per a la identificació i localització d'aquests. Anomenem*OPAC (On-line *Public *Access *Catalog) al catàleg automatitzat de la biblioteca.

### Bases de dades bibliogràfiques
Són conjunts d'informació estructurada en registres (que descriuen documents), i emmagatzemada en un suport electrònic llegible des d'un ordinador. La seva finalitat és organitzar aquests registres per, posteriorment, poder realitzar cerques i recuperar la informació. Hi ha dos tipus de bases de dades: referencials (ofereixen les dades identificatives dels documents i, de vegades, un resum o un abstracte), i a text complet(inclouen el text complet dels documents)

### Cercadors d'internet
Són aplicacions que rastregen la xarxa recopilant dades i informació sobre les pàgines web, i incorporen aquesta informació en la seva pròpia base de dades.

## Característiques dels SRI
Tots els Sistemes de recuperació d'informació presenten unes característiques bàsiques similars.

### Possibilitat de navegació/cerca
La navegació (browse), ens permet moure'ns per la informació sense necessitat de conèixer la terminologia usada pel sistema en qüestió, bé mitjançant llistats organitzats alfabèticament d'autors, títols i matèries, o a través d'informació disposada de forma sistemàtica.
La cerca (search), ens permet buscar mitjançant una expressió de cerca, bé en un sol camp (autor, títol, etc.), o en diversos camps alhora

### Ús de llenguatge lliure/controlat
L'ús d'un llenguatge lliure (natural) o controlat es refereix a la pràctica habitual en centres de documentació de seleccionar els termes acceptats a l'hora de catalogar els documents. El centre elegeix una entre les variants possibles per tal d'evitar confusions i els problemes que origina l'existència de variants per a un mateix terme per exemple a l'hora de denominar una determinada matèria d'estudi, referir-se a una àrea geogràfica concreta, un determinat escripror, una obra literària, una època històrica, etc.
D'aquesta manera als catàlegs dels centres de documentació és habitual la utilització d'una terminologia normalitzada (llenguatges documentals), que serveixen als usuaris per conèixer els termes que poden emprar per realitzar les seves cerques. Alguns dels més usats són les classificacions, els encapçalaments de matèries i els tesaurus.

### Cerca senzilla i avançada

#### Cerca senzilla
Permet buscar o bé en un únic camp (títol, autor, matèria, etc.), o en tots els camps simultàniament. Dins del camp de cerca poden combinar-se diversos termes mitjançant operadors booleans.

#### Cerca avançada
Permet combinar diverses cerques senzilles mitjançant l'ús dels operadors.
Existeixen operadors de diferents tipus (lògics o booleans, de posició, relacionals).

##### Els operadors booleans
(AND, NOT, OR, XOR) localitzen aquells registres que contenen els termes coincidents en un dels camps especificats o en tots els camps especificats. Cal utilitzar operadors booleans per connectar paraules o frases entre més d'un camp de text dins d'un camp de text.
Cal utilitzar l'operador ANDper localitzar registres que continguin tots els termes de cerca especificats. Per exemple, si se cerca per "gossos AND gats", la biblioteca-e localitza els registres que continguin tots els termes especificats.
 Cal utilitzar l'operador ORper localitzar registres que continguin qualsevol o tots els termes de cerca especificats. Per exemple, si se cerca per "gossos OR gats", la biblioteca-e localitza els registres que continguin el primer terme o el segon.
 Cal utilitzar l'operador NOTper localitzar registres que continguin el primer terme de cerca però no el segon. Per exemple, si se cerca per "gossos NOT gats", la biblioteca-e localitza registres que continguin el primer terme però no el segon.
Cal utilitzar l'operador XOR(o exclusiu) per localitzar registres que continguin qualsevol dels termes especificats però no tots els termes especificats. Per exemple, si se cerca per "gossos XOR gats", la biblioteca-e localitza registres que contenen qualsevol dels termes especificats però no tots els termes especificats.

##### Operadors de posició
Els operadors posicionals (SAME, WITH, NEAR, ADJ) localitzen registres en els quals els termes de cerca estiguin en proximitat dins del registre bibliogràfic. Els operadors posicionals es poden utilitzar per connectar paraules o frases dins d'un camp de cerca però no entre camps de cerca.
 Cal utilitzar l'operador SAMEper localitzar registres en què el camp de registre bibliogràfic conté tots els termes especificats. Tots els termes de cerca estan localitzats dins del mateix camp de registres, tot i que no necessàriament en la mateixa frase. Per exemple, si se cerca per "Chicago SAME història", sols es recuperaran aquells registres que continguin tant "Chicago" com "història" dins del mateix camp.
 Cal utilitzar l'operador WITH per localitzar registres en què un camp conté una frase amb tots els termes especificats. Per exemple, si se cerca per "Chicago WITH història", sols es recuperaran aquells registres que continguin tant "Chicago" com "història" dins de la mateixa frase.
Cal utilitzar l'operador NEARper localitzar registres en què un camp conté tots els termes de cerca junts; tanmateix, l'ordre dels termes no ha de coincidir amb l'ordre en què es van introduir. Per exemple, si se cerca "Chicago NEAR història", sols es recuperaran els registres amb els termes "Chicago" i "història" junts dins del mateix camp bibliogràfic. "Chicago" o "història" poden aparèixer els primers en el camp.
 Cal utilitzar l'operador ADJper localitzar registres en què un camp conté tots els termes de cerca junts i en l'ordre en què es van introduir. Per exemple, si se cerqués "Chicago ADJ història", sols es recuperarien els registres amb els termes "Chicago" i "història" junts dins del mateix camp bibliogràfic i amb "Chicago" davant.
A més, es pot afegir un número als operadors posicionals NEAR i ADJ per limitar o ampliar la proximitat entre paraules. Per exemple, "D' ADJ1 AQUÍ ADJ3 ETERNITAT" mostra com cercar el títol "D'aquí a l'eternitat". ADJ3 significa que les paraules es poden trobar a dues paraules cercables l'una de l'altra, però en l'ordre en què s'hagin introduït.

##### Operadors relacionals
Els operadors relacionals (<, >, =, <>, <=, >=) permeten cercar expressions numèriques. Cal utilitzar els operadors relacionals tancant un nom de camp o d'etiqueta entre claus { }, tot introduint després un operador relacional i un número.

## Cerca semàntica
Hem afirmat que el principal objectiu del sistema de recuperació d'informació ha de ser obtenir els documents més rellevants possibles amb relació a una consulta particular. Actualment és possible que un sistema de recuperació d'informació proporcioni respostes diferents per a diferents versions d'una mateixa pregunta. Aquests resultats poden dependre de les paraules clau utilitzades i no sempre són correctes. Per optimitzar el resultat de la cerca s'ha desenvolupa la.cerca semàntica. La web 3.0 s'associa a la web semàntica, un concepte que es refereix a l'ús d'un llenguatge més natural a la xarxa. La cerca semàntica ofereix noves opcions de personalització i cerca a través de la xarxa més natural accedint a la informació més rellevant per cada usuari amb el menor temps possible.
Alguns exemples de Web 3.0 que podem trobar actualment són:
Quintura: (http://quinturakids.com/ Arxivat 2014-03-26 a Wayback Machine.): Buscador generalista que suggereix en forma de núvol de tags termes relacionats que poden ajudar a afinar la cerca
The web brain: (http://www.thebrain.com/)Mostra%5BEnllaç+no+actiu%5D mapes d'idees relacionats amb els termes de cerca.
Retrievr: (http://labs.systemone.at/retrievr Arxivat 2009-12-09 a Wayback Machine.) Cercador d'imatges de Flickr que permet cercar mitjançant un esbós o pujant una imatge local.